# Ban Chấp hành Trung ương Đảng Cộng sản Việt Nam khóa III
Đại hội Đảng Cộng sản Việt Nam III đã bầu ra Ban Chấp hành Trung ương khóa III (1960-1976) gồm 47 ủy viên chính thức và 31 ủy viên dự khuyết.

## Ủy viên Bộ Chính trị
- Ủy viên chính thức: 11
1. Hồ Chí Minh (Chủ tịch nước, Chủ tịch Đảng đến khi mất năm 1969)
2. Lê Duẩn (Bí thư thứ nhất 1960-1969; Tổng Bí thư từ năm 1969)
3. Trường Chinh (Chủ tịch Ủy ban Thường vụ Quốc hội)
4. Phạm Văn Đồng (Thủ tướng Chính phủ)
5. Phạm Hùng (Bí thư Trung ương Cục Miền Nam)
6. Lê Đức Thọ (Trưởng ban Tổ chức Trung ương)
7. Võ Nguyên Giáp (Đại tướng, Tổng Tư lệnh Quân đội nhân dân Việt Nam, Bí thư Quân ủy Trung ương, Bộ trưởng Bộ Quốc phòng)
8. Nguyễn Chí Thanh (Chủ nhiệm Tổng cục Chính trị Quân đội Nhân dân Việt Nam, Chính ủy Quân Giải phóng miền Nam, Bí thư Trung ương Cục Miền Nam, mất năm 1967)
9. Nguyễn Duy Trinh (Bộ trưởng Bộ Ngoại giao)
10. Lê Thanh Nghị (Phó Thủ tướng Chính phủ)
11. Hoàng Văn Hoan
12. Văn Tiến Dũng (bổ sung từ tháng 3-1972)
13. Trần Quốc Hoàn (bổ sung từ tháng 6-1972)

- Ủy viên dự khuyết: 2
1. Trần Quốc Hoàn (đến tháng 6-1972)
2. Văn Tiến Dũng (đến tháng 3-1972)

## Ban Bí thư
1. Lê Duẩn
2. Phạm Hùng
3. Lê Đức Thọ
4. Nguyễn Chí Thanh
5. Hoàng Anh
6. Tố Hữu
7. Lê Văn Lương
8. Nguyễn Văn Trân (bổ sung từ tháng 1 năm 1961)
9. Nguyễn Côn (bổ sung từ tháng 1 năm 1968)

## Các Hội nghị
| Hội nghị TW lần thứ | Bắt đầu- Kết thúc   | Thời gian | Nội dung chính |
| ------------------- | ------------------- | --------- | --- |
| 1                   | 10/9/1960           | 1 ngày    | Ban Chấp hành Trung ương họp bầu Hồ Chí Minh làm Chủ tịch Đảng, Lê Duẩn được bầu làm Bí thư thứ nhất. Bầu Bộ Chính trị và Ban Bí thư.                                                                |
| 2                   | tháng 11/1960       | -         | Hội nghị thảo luận một số vấn đề quốc tế, chuẩn bị cho đoàn đại biểu Đảng đi dự Hội nghị đại biểu các Đảng Cộng sản và Công nhân Thế giới họp ở Matxcơva vào đầu tháng 12/1960.                      |
| 3                   | 30/12/1960-5/1/1961 | 6 ngày    | Hội nghị kiểm điểm việc thực hiện kế hoạch nhà nước 3 năm (1958-1960) và quyết định nhiệm vụ, kế hoạch nhà nước năm 1961.                                                                            |
| 4                   | tháng 4/1961        | -         | Hội nghị quyết định phương hướng và biện pháp tăng cường hơn nữa vai trò lãnh đạo của Đảng. |
| 5                   | tháng 7/1961        | -         | Hội nghị đề ra nghị quyết về phát triển nông nghiệp trong kế hoạch 5 năm lần thứ nhất (1961-1965).                                                                                                   |
| 6                   | 30/11-2/12/1961     | 3 ngày    | Hội nghị nghe báo cáo của đoàn đại biểu Đảng Lao động Việt Nam dự Đại hội lần thứ XXII Đảng Cộng sản Liên Xô.                                                                                        |
| 7                   | tháng 6/1962        | -         | Hội nghị quyết định nhiệm vụ, phương hướng xây dựng và phát triển công nghiệp. |
| 8                   | tháng 4/1963        | -         | Hội nghị bàn về kế hoạch phát triển kinh tế quốc dân 5 năm lần thứ nhất (1961-1965). |
| 9                   | tháng 12/1963       | -         | Ban Chấp hành Trung ương thảo luận tình hình quốc tế, ra nghị quyết về nhiệm vụ quốc tế của Đảng và phương hướng, nhiệm vụ cách mạng miền Nam, nhằm đánh bại chiến tranh đặc biệt của đế quốc Mỹ.    |
| 10                  | tháng 12/1964       | -         | Hội nghị thảo luận công tác thương nghiệp và giá cả. |
| 11                  | 25-27/3/1965        | 3 ngày    | Hội nghị (đặc biệt) thảo luận về một số nhiệm vụ cấp bách nhằm đánh bại cuộc chiến tranh phá hoại miền Bắc của đế quốc Mỹ.                                                                           |
| 12                  | 27/12/1965          | 1 ngày    | Hội nghị bàn về tình hình và nhiệm vụ mới, động viên cả nước kiên quyết đấu tranh đánh bại chiến tranh xâm lược của đế quốc Mỹ.                                                                      |
| 13                  | 23-26/1/1967        | 4 ngày    | Hội nghị bàn về công tác đấu tranh ngoại giao, chủ động tiến công địch phục vụ sự nghiệp chống Mỹ cứu nước.                                                                                          |
| 14                  | tháng 1/1968        | -         | Hội nghị đánh giá thắng lợi to lớn của ta đã đánh bại một bước rất cơ bản chiến tranh cục bộ của đế quốc Mỹ, quyết định tổng tiến công và nổi dậy ở miền Nam.                                        |
| 15                  | 28-31/8/1968        | 4 ngày    | Ban Chấp hành Trung ương đánh giá tình hình chiến trường miền Nam, quyết định tiếp tục đẩy mạnh tổng công kích tiến lên giành thắng lợi quan trọng hơn nữa trong cuộc kháng chiến chống Mỹ cứu nước. |
| 16                  | 8/5/1969            | 1 ngày    | Hội nghị bàn về tình hình và nhiệm vụ đấu tranh trên mặt trận ngoại giao. |
| 17                  | tháng 9/1969        | -         | Hội nghị họp khẩn cấp sau khi Hồ Chí Minh qua đời, ra lời kêu gọi gửi cán bộ, đảng viên, chiến sĩ, đồng bào cả nước và kiều bào ở nước ngoài.                                                        |
| 18                  | 18/1/1970           | 1 ngày    | Hội nghị bàn về tình hình và nhiệm vụ xây dựng CNXH ở miền Bắc, nhiệm vụ đối với miền Nam và nghĩa vụ quốc tế chi viện cho cách mạng Lào.                                                            |
| 19                  | 28/2/1971           | 1 ngày    | Hội nghị thảo luận và quyết định nhiệm vụ chống Mỹ cứu nước và xây dựng Chủ nghĩa xã hội ở miền Bắc.                                                                                                 |
| 20                  | 4/4/1972            | 1 ngày    | Hội nghị bàn và quyết định nhiệm vụ chống Mỹ cứu nước và nhiệm vụ xây dựng kinh tế ở miền Bắc Xã hội chủ nghĩa năm 1972.                                                                             |
| 21                  | tháng 7/1973        | -         | Hội nghị vạch ra đường lối hoàn thành sự nghiệp giải phóng miền Nam. |
| 22                  | tháng 12/1973       | -         | Hội nghị đề ra nhiệm vụ và phương châm chiến lược cho toàn chiến trường miền Nam. |
| 23                  | 25/12/1974          | 1 ngày    | Hội nghị bàn về tăng cường sự lãnh đạo và nâng cao sức chiến đấu của Đảng trong giai đoạn mới của cách mạng.                                                                                         |
| 24                  | tháng 9/1975        | -         | Hội nghị ra nghị quyết về nhiệm vụ cách mạng Việt Nam trong giai đoạn mới hoàn thành thống nhất tổ quốc và đưa cả nước tiến lên Chủ nghĩa xã hội.                                                    |
| 25                  | 24/9-24/10/1976     | 31 ngày   | Hội nghị thảo luận dự thảo các văn kiện và tổ chức nhân sự chuẩn bị đại hội đại biểu toàn quốc lần thứ IV của Đảng.                                                                                  |

## Ủy viên chính thức
| STT | Họ và tên         |
| --- | ----------------- |
| 1   | Hoàng Anh         |
| 2   | Lê Quảng Ba       |
| 3   | Nguyễn Lương Bằng |
| 4   | Trần Tử Bình      |
| 5   | Trường Chinh      |
| 6   | Nguyễn Côn        |
| 7   | Võ Chí Công       |
| 8   | Lê Duẩn           |
| 9   | Văn Tiến Dũng     |
| 10  | Trần Hữu Dực      |
| 11  | Phan Văn Đáng     |
| 12  | Trần Độ (từ 1972) |
| 13  | Võ Thúc Đồng      |
| 14  | Phạm Văn Đồng     |
| 15  | Hà Huy Giáp       |
| 16  | Võ Nguyên Giáp    |

| STT | Họ và tên             |
| --- | --------------------- |
| 17  | Song Hào              |
| 18  | Hoàng Văn Hoan        |
| 19  | Trần Quốc Hoàn        |
| 20  | Phạm Hùng             |
| 21  | Tố Hữu                |
| 22  | Nguyễn Khang          |
| 23  | Ung Văn Khiêm         |
| 24  | Võ Văn Kiệt (từ 1972) |
| 25  | Nguyễn Văn Kỉnh       |
| 26  | Nguyễn Lam            |
| 27  | Nguyễn Văn Linh       |
| 28  | Lê Văn Lương          |
| 29  | Lê Hiến Mai           |
| 30  | Chu Huy Mân           |
| 31  | Hồ Chí Minh           |
| 32  | Đỗ Mười               |
| 33  | Lê Thanh Nghị         |

| STT | Họ và tên        |
| --- | ---------------- |
| 34  | Hà Thị Quế       |
| 35  | Bùi Quang Tạo    |
| 36  | Chu Văn Tấn      |
| 37  | Hoàng Văn Thái   |
| 38  | Nguyễn Chí Thanh |
| 39  | Tôn Đức Thắng    |
| 40  | Lê Quốc Thân     |
| 41  | Nguyễn Thị Thập  |
| 42  | Lê Đức Thọ       |
| 43  | Xuân Thủy        |
| 44  | Nguyễn Văn Trân  |
| 45  | Nguyễn Duy Trinh |
| 46  | Trần Nam Trung   |
| 47  | Phan Trọng Tuệ   |
| 48  | Hoàng Quốc Việt  |
| 49  | Phạm Văn Xô      |

## Ủy viên dự khuyết
| STT | Họ và tên                  |
| --- | -------------------------- |
| 1   | Lý Ban                     |
| 2   | Nguyễn Thanh Bình          |
| 3   | Phạm Thái Bường            |
| 4   | Đinh Thị Cẩn               |
| 5   | Nguyễn Thọ Chân            |
| 6   | Trương Chí Cương (từ 1961) |
| 7   | Lê Quang Đạo               |
| 8   | Trần Độ (đến 1972)         |
| 9   | Nguyễn Đôn                 |
| 10  | Trần Quý Hai               |
| 11  | Lê Hoàng                   |

| STT | Họ và tên                |
| --- | ------------------------ |
| 12  | Trần Quang Huy           |
| 13  | Nguyễn Khai              |
| 14  | Nguyễn Hữu Khiếu         |
| 15  | Võ Văn Kiệt (đến 1972)   |
| 16  | Hoàng Văn Kiểu           |
| 17  | Lê Liêm                  |
| 18  | Ngô Minh Loan            |
| 19  | Nguyễn Văn Lộc           |
| 20  | Nguyễn Hữu Mai           |
| 21  | Trần Văn Quang (từ 1961) |
| 22  | Hà Kế Tấn                |

| STT | Họ và tên         |
| --- | ----------------- |
| 23  | Lê Thành          |
| 24  | Đinh Đức Thiện    |
| 25  | Ngô Thuyền        |
| 26  | Lê Toàn Thư       |
| 27  | Nguyễn Khánh Toàn |
| 28  | Trần Văn Trà      |
| 29  | Bùi Công Trừng    |
| 30  | Hoàng Tùng        |
| 31  | Trần Danh Tuyên   |
| 32  | Nguyễn Trọng Vĩnh |
| 33  | Nguyễn Văn Vịnh   |